# Douré-Yarcé
Douré-Yarcé est un village du département et la commune rurale de Tensobentenga, situé dans la province du Kouritenga et la région du Centre-Est au Burkina Faso.

## Géographie

### Démographie
- En 2003, le village comptait 676 habitants estimés[2].
- En 2006, le village comptait 862 habitants recensés[1].

Comme le nom du village l'indique, les Yarsé en sont les principaux habitants.